# Cultus Ferox
Cultus Ferox is een in 2002 opgerichte Berlijnse band. Het is een zogenaamde middeleeuwse rockband, en werd snel een van de vooraanstaande bands van dit genre in Duitsland. De band speelt met akoestische instrumenten, zoals doedelzak en slagwerk. De naam van de band komt uit het Latijn en is vrij vertaald "wilde levenswijze".
De nummers zijn deels instrumentaal, deels met zang. Thema's in de liederen zijn gebaseerd op de middeleeuwse leefwijze, mythen en sagen, heidense religie en piraterij. De liederen zijn deels zelf geschreven en deels historisch.

## Historie
Na een album met kerstnachtdansen, "Weihnachtstänze aus dem Dudelmannsack" uit 2002, verscheen in 2003 het album Wiederkehr. Dit album is bijna volledig akoestisch. Hierna begon de band te experimenteren door ook verschillende rockinvloeden in de muziek toe te laten. Dit is al te horen op daarop volgende ep's Flamme des Meeres en Aufbruch.
In maart 2006 verscheen het album Unbeugsam en de dvd Strandgut met tourneeopnames, video's, concertregistraties en bandinfo. Op het album zijn de rockinvloeden duidelijker te merken. Naast de akoestische instrumenten werden vaker elektrische gitaren en bas gebruikt. Ook is er meer zang en drum te horen.
Tijdens concerten speelt de band sindsdien meer met elektrisch versterkte instrumenten, terwijl bij middeleeuwse markten teruggegrepen wordt op de akoestische instrumenten.
Cultus Ferox onderscheidt zich tijdens concerten van andere bands uit het genre, zoals daar zijn In Extremo, Saltatio Mortis, Schelmish en Tanzwut, door zijn piraten- c.q. zeeliedenoutfits.
In 2007 is de cd/dvd Rumtour verschenen, met daarop een concertregistratie.

### Bezetting
Eind 2004 komt PanPeter als gastmuzikant, maar al snel is hij volwaardig bandlid. Eind 2005 verlaten twee van de oprichters de band. In 2006 komen Thomasius en Fedja van Hinnen de band versterken.

## Discografie
- 2002 – Weihnachtstänze aus dem Dudelmannsack
- 2003 – Wiederkehr
- 2004 – Flamme des Meeres (ep)
- 2005 – Aufbruch (ep)
- 2006 – Unbeugsam
- 2006 – Strandgut (dvd)
- 2007 – Rumtour (cd+dvd)
- 2013 – Beutezug

## Trivia
De band bouwt, zoals overigens veel bands uit dit genre dat doen, zijn instrumenten zelf naar middeleeuws voorbeeld.